# باوم-له-مسا
باوم-له-مسا (به فرانسوی: Baume-les-Messieurs) یک کمون (فرانسه) در فرانسه است که در canton of Voiteur واقع شده‌است. باوم-له-مسا ۱۳٫۰۹ کیلومتر مربع مساحت دارد.